# Rendez-Vous (In-Grid)
Rendez-Vous è il primo album in studio della cantante italiana In-Grid, pubblicato il 31 marzo 2003 in Europa dalla EMI e ZYX.
Il disco è stato promosso da quattro singoli, il cui più noto è Tu es foutu.

## Tracce
1. In-tango – 3:25 (Marco Soncini, Ingrid Alberini, Giuseppe Isgrò, E. Bianchi)
2. Tu es foutu – 3:38 (Marco Soncini, Ingrid Alberini)
3. Mais la nuit... Il dort! – 3:45 (Ingrid Alberini, I. Favretto)
4. Shock – 3:36 (Marco Soncini, Ingrid Alberini)
5. Dans ma memoire – 3:45 (Ingrid Alberini, A. Magnanini, G. Bersola, Channing Banks)
6. Pour toujours – 3:58 (Marco Soncini, Ingrid Alberini, Channing Banks)
7. Souvenir d'été – 3:31 (Ingrid Alberini, Alessandro Benassi, D. Sala, Daniela Galli, Channing Banks)
8. I'm folle de toi – 3:34 (Marco Soncini, Ingrid Alberini, Channing Banks)
9. Je ne crois pas – 3:26 (Ingrid Alberini, A. Magnanini)
10. Esclave de toi – 3:35 (Ingrid Alberini, A. Magnanini)
11. Ah l'amour l'amour – 3:28 (Ingrid Alberini, Giuseppe Isgrò, E. Bianchi, A. Bettini) – Produttore: The Invisible Men
12. Va au diable – 3:20 (Ingrid Alberini, Paul Sears, Luigi Manzi, Nicola Agostinelli, Davide del Vasto)

Tracce bonus nelle edizioni bulgara, ceca e ungherese
1. You Promised Me – 3:39
2. Tu es foutu (Chill-Our RMX) – 3:49

Tracce bonus nell'edizione olandese
1. In-tango (Extended Version) – 4:25
2. Tu es foutu (Loungest Radio Edit) – 4:02
3. Tu es foutu (Video) – 3:36
4. In-tango (Video) – 3:25

Tracce bonus nell'edizione polacca
1. You Promised Me (Tu es foutu - English Version) – 3:39
2. We Tango Alone (In-tango - English Version) – 3:26

Tracce bonus nell'edizione speciale
1. You Promised Me – 3:39
2. Tu es foutu (Chill-Our RMX) – 3:49
3. Tu es foutu (Colour's Rain Minibeat Edit) – 4:03
4. You Promised Me (Miami Grazin Dub) – 6:51
5. You Promised Me (Harlem Mustlers Club Mix) – 7:34
6. You Promised Me (Extented Mix) – 5:58

## Classifiche
| Classifica (2003) | Posizione massima |
| ----------------- | ----------------- |
| Austria           | 23                |
| Germania          | 27                |
| Grecia            | 24                |
| Polonia           | 3                 |
| Repubblica Ceca   | 8                 |
| Svezia            | 53                |
| Svizzera          | 41                |
| Ungheria          | 24                |